# فرانك ماكورميك
فرانك ماكورميك (بالإنجليزية: Frank McCormick)‏ هو لاعب كرة قدم أمريكية أمريكي، ولد في 5 نوفمبر 1894 في جينوا في الولايات المتحدة، وتوفي في 24 مارس 1976 في مقاطعة أورانج في الولايات المتحدة.

## وصلات خارجية
- فرانك ماكورميك على موقع مرجع كرة القدم المحترفة.كوم (الإنجليزية)